# Hovea heterophylla
Espèce
Classification phylogénétique
Hovea heterophylla est une espèce de plantes à fleurs de la famille des Fabaceae. C'est un buisson originaire de l'est de l'Australie.
La plante vivace mesure environ 50 cm de haut et a des fleurs bleues ou violettes qui apparaissent en mars.